# Михаил Гуревич
Михаил Јосифович Гуревич (рус. Михаил Иосифович Гуревич; Рубаншчина, Курска област 12. јануар 1893 — Санкт Петербург, 12. новембар 1976) је био совјетски конструктор авиона. Био је херој социјалистичког рада (1957), добитник државне премије Совјетског Савеза (1941, 1947, 1948, 1949, 1952. и 1953) и Лењинске премије 1962. године.

## Биографија
Михаил Гуревич се родио 12. јануара 1893. у јеврејској породици у селу Рубаншчина, Суджањски рејон Курске области, раније Руска Совјетска Федеративна Социјалистичка Република, а сада Русија. Године 1910. је завршио основно школовање, након чега се уписао у средњу школу, где је већ показао велико разумевање и љубав према математици. Технику је студирао на Универзитету у Харкову. Због учешћа у револуционарном покрету искључен је са факултета током прве године студија. Студије је наставио у Француској у Паризу и на Универзитету у Монпељеу, а специјализовао се за студије инжењерства на ваздухопловном институту за аеро-наутику (фр. École Nationale Supérieure de l'Aéronautique et de l'Espace). Први светски рат га је затекао при посети кући у Русији. С обзиром на то завршио је студије тек 1925. године, када је дипломирао физику и математику на Техничком универзитету у Харкову, смер пројектовање авиона. Након дипломирања, имао је први посао у државном предузећу за водовод и грејање. Бавио се пословима конструисања и производње летелица. Кратко време је радио на пројектовању хидроавиона. Од 1929. укључен је у ваздухопловну индустрију. Кратко време је радио у конструкторском бироу Поликарпова. Године 1939, заједно са Артјомом Микојаном основао је пројектни биро за војне авионе Микојан-Гуревич. У марту 1942. биро МиГ је преинменован у ОКБ (рус. Отдельное конструкторское бюро). До 1957. године је био потпредседник компаније и заменик главног конструктора, а од 1957. до повлачења 1964. је био главни конструктор.
Године 1964. је постао доктор техничких наука, а добитник је бројних награда и одликовања. Херој социјалистичког рада постаје 1957, пет пута је добио државну премију Совјетског Савеза (1941, 1947, 1948, 1949. и 1953), а Лењинску премију 1962. године. Носилац је четири ордена Лењина и десетак високих одликовања и медаља.